# Lauderdale megye (Tennessee)
Lauderdale megye az Amerikai Egyesült Államokban, azon belül Tennessee államban található. Megyeszékhelye és legnagyobb városa Ripley. Lakosainak száma 25 143 fő (2020. április 1.). Lauderdale megye Dyer, Tipton, Crockett, Haywood és Mississippi megyékkel határos.

## Népesség
A megye népességének változása:
| Lakosok száma | 27 769 | 27 765 | 27 780 | 27 795 | 26 936 | 25 143 |
|               | 2010   | 2011   | 2012   | 2013   | 2015   | 2020   |